# 岩波雄二郎
岩波雄二郎（1919年6月25日—2007年1月3日）是一位日本企业家，岩波书店社长。

## 生平
1919年出生于日本神奈川县，是岩波茂雄的次子。1946年获得获得东京大学文学部学士学位。同年进入岩波书店任职，1949年4月25日公司改组为株式会社，就任社长一职。同年9月3日参加东京青年商工会议所（现・东京日本青年会议所）成立大会，成为48名创始会员之一。他担任社长长达30年之久，期间出版了日本国语辞典《广辞苑》。1978年5月30日就任会长职位，1998年辞去会长职位，担任公司顾问。
2007年1月3日因多器官衰竭去世，享年87岁。

## 家庭
父亲是岩波书店创始人岩波茂雄，女儿是岩波会馆支配人岩波律子。